# 東札幌駅
東札幌駅（ひがしさっぽろえき）は、北海道札幌市白石区東札幌2条2丁目にある札幌市営地下鉄東西線の駅。駅番号はT12。

## 歴史
- 1976年（昭和51年）6月10日：琴似駅 - 白石駅間開業に伴い、設置
- 2008年（平成20年）11月：可動式ホーム柵が稼働開始[1]

## 駅構造
2面2線の相対式ホームである。各ホームそれぞれに出口、改札口が中央に1ヶ所ずつある。両ホーム間は改札内の連絡通路（階段のみ）もしくは地上の道路を渡って連絡する。
コインロッカー・AED・及び一般のトイレはいずれも1番ホーム側に、身障者用トイレは2番ホーム側に設置されている。
2011年8月現在、エレベーターは2番ホーム側に加え、新たに1番ホーム側にも設置された。

### のりば
| ホーム | 路線   | 行先                 |
| ------ | ------ | -------------------- |
| 1      | 東西線 | 白石・新さっぽろ方面 |
| 2      | 東西線 | 大通・宮の沢方面     |

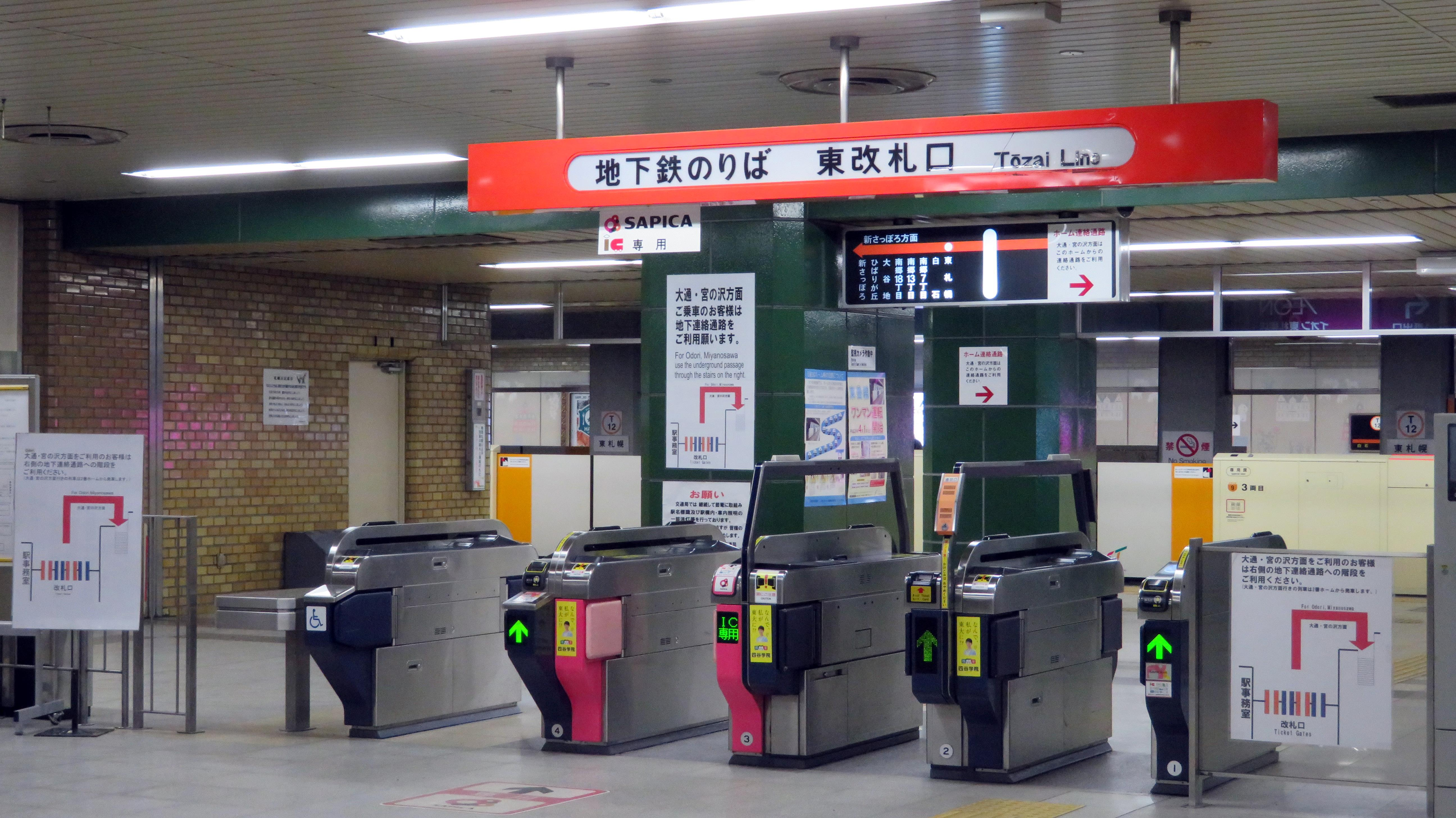
改札口
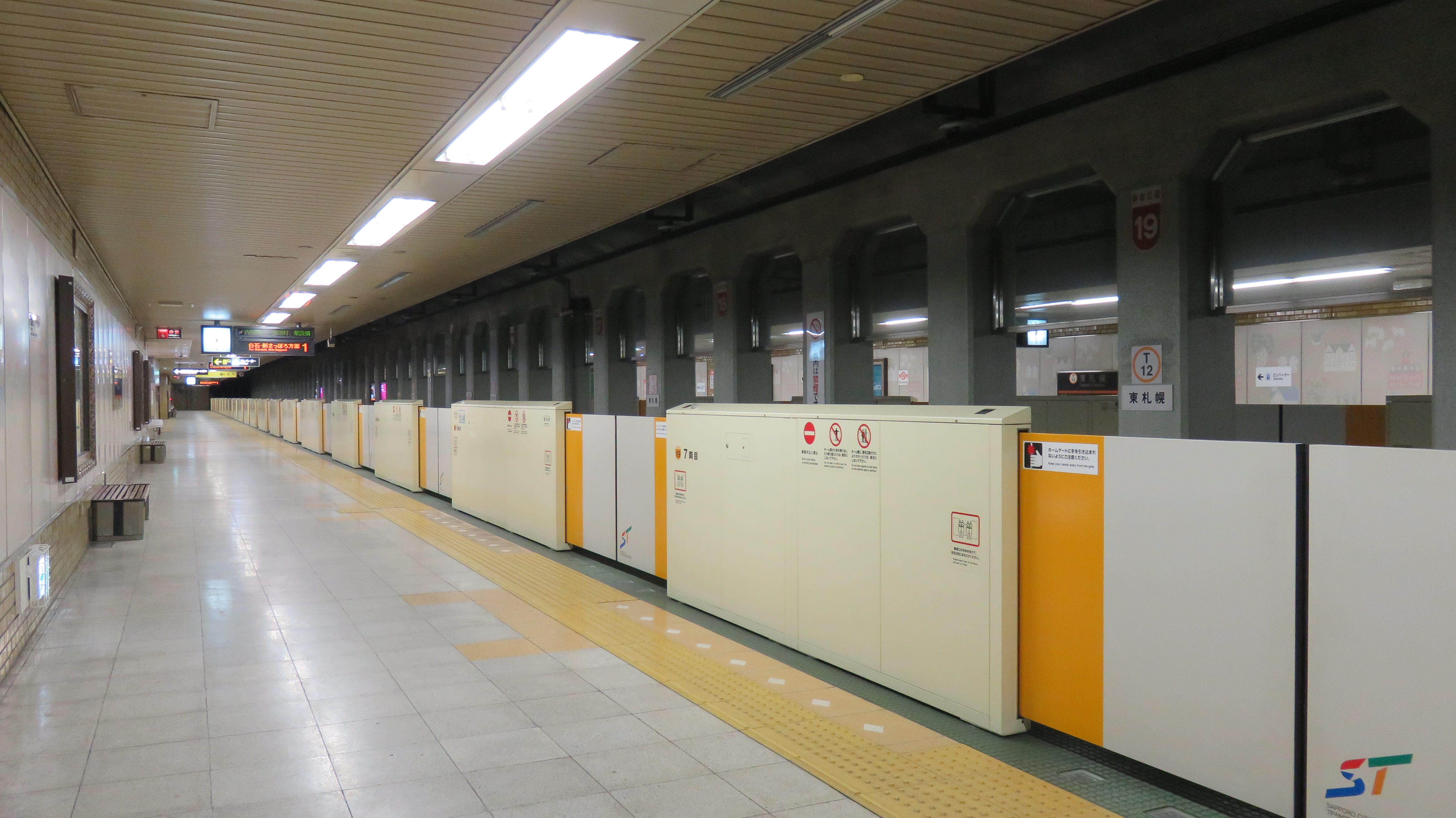
ホーム
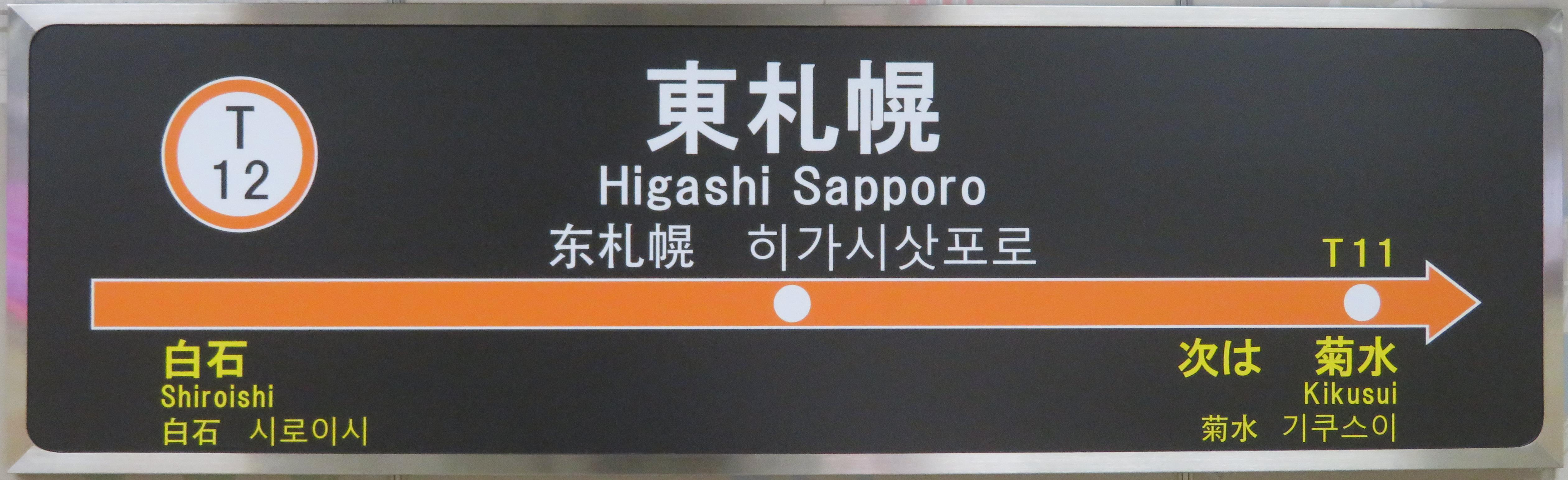
駅名標

## 利用状況
札幌市交通局によると、2020年度の一日平均乗車人員は9,022人であった。
近年の1日平均乗車人員の推移は以下のとおりである。
| 年度   | 1日平均 乗車人員 | 出典  |
| ------ | ---------------- | ----- |
| 2009年 | 8,823            | [ 3 ] |
| 2010年 | 8,865            | [ 3 ] |
| 2011年 | 8,915            | [ 4 ] |
| 2012年 | 9,174            | [ 4 ] |
| 2013年 | 9,535            | [ 4 ] |
| 2014年 | 9,792            | [ 4 ] |
| 2015年 | 10,072           | [ 4 ] |
| 2016年 | 10,429           | [ 5 ] |
| 2017年 | 10,721           | [ 5 ] |
| 2018年 | 10,889           | [ 6 ] |
| 2019年 | 11,215           | [ 6 ] |
| 2020年 | 9,022            | [ 7 ] |

## 駅周辺
南郷通に面しており、中規模の商業地域である。イオン東札幌店の他、ラソラ札幌、スーパーアークス菊水店といった大型店舗が近郊に所在する。
- イオン東札幌店
  - 餃子の王将 イオン東札幌店
- 東札幌ハイツ - 東札幌駅（白石・大谷地・新さっぽろ方面コンコース）真上の地上商業施設 兼 集合住宅。 
  - 北海道信用金庫 東札幌支店
- ホテルアセントイン札幌
- 札幌コミュニケーションパークSORA
  - 札幌コンベンションセンター
  - ラソラ札幌（RaSORa SAPPORO）（旧・イーアス札幌（iias SAPPORO））
    - しまむら ラソラ札幌店
    - ユニクロ ラソラ札幌店
- スーパーアークス 菊水店
- 北海道銀行 東札幌支店
- 北海道マイホームセンター
- 東札幌郵便局
- 東進衛星予備校東札幌校
- 北海道信用金庫 東札幌支店

アリオ札幌への無料送迎バスがあったが2015年2月28日に廃止された。

## その他
- 札幌市営地下鉄の駅で唯一「札幌」を漢字で表記している駅である（さっぽろ駅、新さっぽろ駅はJRの駅と別であることを表すためひらがな表記）。
- かつては国鉄千歳線にも東札幌駅が存在していた。千歳線の経路変更に伴い1973年9月に旅客駅としては廃止されたが1986年まで貨物駅として存続しており、国鉄と地下鉄の東札幌駅が同時期に存在していたことはあった。
- 駅スタンプは東札幌駅のイニシャルHの中に札幌コンベンションセンターが描かれている[9]。
- 札幌市が2011年に発行した「中小河川洪水ハザードマップ」によれば、札幌市は地下鉄東札幌駅を、豪雨等を原因とする望月寒川の決壊・氾濫による「浸水の危険が想定される駅」に指定した。浸水時の入場は極めて危険であるため、浸水前避難が推奨されている[10]。

## 隣の駅
札幌市営地下鉄
 東西線
菊水駅 (T11) - 東札幌駅 (T12) - 白石駅 (T13)